# Milton Gonzalo Ramos
Milton Gonzalo Ramos (n. Adrogué, provincia de Buenos Aires, Argentina; 11 de agosto de 1994) es un futbolista argentino. Juega de defensor y su equipo actual es Agropecuario, de la Primera Nacional.

## Carrera

### Brown de Adrogué
Ramos debutó como jugador en Brown de Adrogué el 2 de abril de 2014 en la victoria por 2-3 sobre Villa Cubas por la Copa Argentina. También jugó, en la misma competencia, en la derrota por penales contra Defensa y Justicia.

### San Miguel
A principios de 2016, Ramos se convirtió en refuerzo de San Miguel, equipo de la Primera C. Durante su etapa en el club, jugó 71 partidos y fue parte del ascenso a la Primera B en 2017.

### Almirante Brown
Luego de dos años y medio en San Miguel, el defensor adroguense viajó hacia Isidro Casanova para ser nuevo jugador de Almirante Brown. Debutó el 20 de agosto de 2018 en la derrota por 2-0 contra Estudiantes, por la fecha 1 de la Primera B. Fue parte del plantel campeón de la Primera B 2020, antes ganador del Torneo Apertura 2019, logrando, así, el ascenso a la Primera Nacional.
Ramos debutó en la segunda categoría del fútbol argentino el 13 de marzo de 2021, cuando La Fragata venció por 2 a 1 a Estudiantes.

### Agropecuario
En 2022, Milton Ramos reforzó a Agropecuario, equipo de la Primera Nacional. Debutó en el Sojero el 12 de febrero, en la derrota 1-0 contra Deportivo Madryn.

## Clubes
| Club                | País                | Año                 | PJ  | Goles | Prom. |
| ------------------- | ------------------- | ------------------- | --- | ----- | ----- |
| Brown (A)           | Argentina           | 2014-2015           | 2   | 0     | 0,00  |
| San Miguel          | Argentina           | 2016-2018           | 71  | 0     | 0,00  |
| Almirante Brown     | Argentina           | 2018-2021           | 68  | 0     | 0,00  |
| Agropecuario        | Argentina           | 2022-Act.           | 22  | 0     | 0,00  |
| Total en su carrera | Total en su carrera | Total en su carrera | 163 | 0     | 0,00  |